# Upplands runinskrifter 1116
Upplands runinskrifter 1116 är en försvunnen vikingatida runsten i Skuttunge by, Skuttunge socken och Uppsala kommun. Inskriften visar att stenen är rest av fyra barn och en hustru till minne av deras far respektive make. Två av barnens namn, "Skutlakr" och "Netil" har synnerligen ovanliga namn och de har tolkats på många olika sätt. Även faderns namn har tolkats olika. Runstenen är försvunnen sedan åtminstone 1800-talets mitt.

## Inskriften
Translitterering av runraden:
[uibiarn × auk × skutlakr + auk · rulefr · auk · netil · lito · rita · sten · nftiʀ faþur · sen · nefkeþ · auk · ifriþ · oftiʀ · bona sen kuþfastr · hiok sten]
Normalisering till runsvenska:
Vibiorn ok Skutlakʀ(?) ok ʀolæifʀ ok netil letu retta stæin æftiʀ faður sinn Næfgæiʀ(?) ok Afriðr æftiʀ bonda sinn. Guðfastr hiogg stæin.
Översättning till nusvenska:
Vibjörn och Skutlak och Rolev och netil läto uppresa stenen efter sin fader Nävger(?), och Åfrid efter sin man. Gudfast högg stenen.